# Schubartina formicina
Schubartina formicina är en mångfotingart som beskrevs av Lawrence 1958. Schubartina formicina ingår i släktet Schubartina och familjen Dalodesmidae. Inga underarter finns listade i Catalogue of Life.